# 엘리스 O. 브릭스
엘리스 옴스비 브릭스(영어: Ellis Ormsbee Briggs, 1899년 12월 1일~1976년 2월 21일)는 미국의 외교관으로 7개 나라에서 대사를 지냈다.

## 생애
브릭스는 1899년 12월 1일에 매사추세츠주 미들섹스군 워터타운에서 아버지 제임스 브릭스와 어머니 루시 힐 브릭스 사이에서 태어났다. 1921년에 다트머스 대학교를 졸업했고, 1921년부터 1923년까지 이스탄불에 있는 미국계 기숙 고등학교인 로버트 칼리지에서 지리학과 영어를 가르쳤다.
1926년에 미국 국무부에 들어가 주리마 미국 영사관에서 부영사를 지내며 외교관 생활을 시작했다. 1928년에 루시 버나드와 결혼해 자녀로 루시 브릭스와 에버렛 엘리스 브릭스를 두었는데, 이 가운데 에버렛은 나중에 외교관이 됐다. 1944년부터 1945년까지 주도미니카 공화국 미국 대사, 1947년부터 1949년까지 주우루과이 미국 대사를 지냈다. 1947년부터 1949년까지 주우루과이 미국 대사, 1949년부터 1952년까지 주체코슬로바키아 미국 대사를 지낸 뒤 1952년에 주한 미국 대사로 임명됐다. 미국 상원의 휴회 기간에 대사로 임명돼 1953년 7월 28일에 다시 미국 상원으로부터 인준을 받았다. 1955년부터 1956년까지 주페루 대사, 1956년부터 1959년까지 주브라질 대사, 1959년부터 1962년까지 주그리스 대사를 지냈다.
이후 미국의 대통령 존 F. 케네디가 브릭스를 주스페인 미국 대사로 임명했으나 브릭스는 건강상의 이유로 부임하지 않았고, 1962년에 은퇴했다. 1976년에 미국 조지아주 홀군 게인즈빌에서 사망했다.